# Alberto Azzo av Este
Alberto Azzo II av Este, född 10 juli 1009 i Modena, död 20 augusti 1097 i Modena, var en italiensk furste av huset Este.
Alberto förvärvade staden Este och var en av kejsar Henrik IV:s följeslagare på vägen till Canossa.